# Ixodida
Ixodida — ряд кліщів з надряду Паразитоформних кліщів (Parasitiformes) у складі класу Павукоподібні (Arachnida).
Типова родина — Іксодові (Ixodidae), типовий рід — Ixodes Latreille, 1795
Представники ряду — високоспеціалізовані ектопаразити наземних хребетних тварин (паразитують на птахах, плазунах і ссавцях); харчуються їх кров'ю.
На 2004 рік було відомо понад 900 видів. До ряду належать більшість кліщів, які є переносниками збудників інфекційних захворювань людини і тварин.

## Загальна характеристика
До ряду відносяться найбільші кліщі, сильно збільшуються в розмірах при харчуванні кров'ю. Слина має анестезуючу дію.

## Місцеперебування
Зустрічаються у різних ландшафтно-кліматичних зонах

## Систематика
Родини:
- Аргасові кліщі (Argasidae)
- Іксодові кліщі (Ixodidae)
- Nuttalliellidae

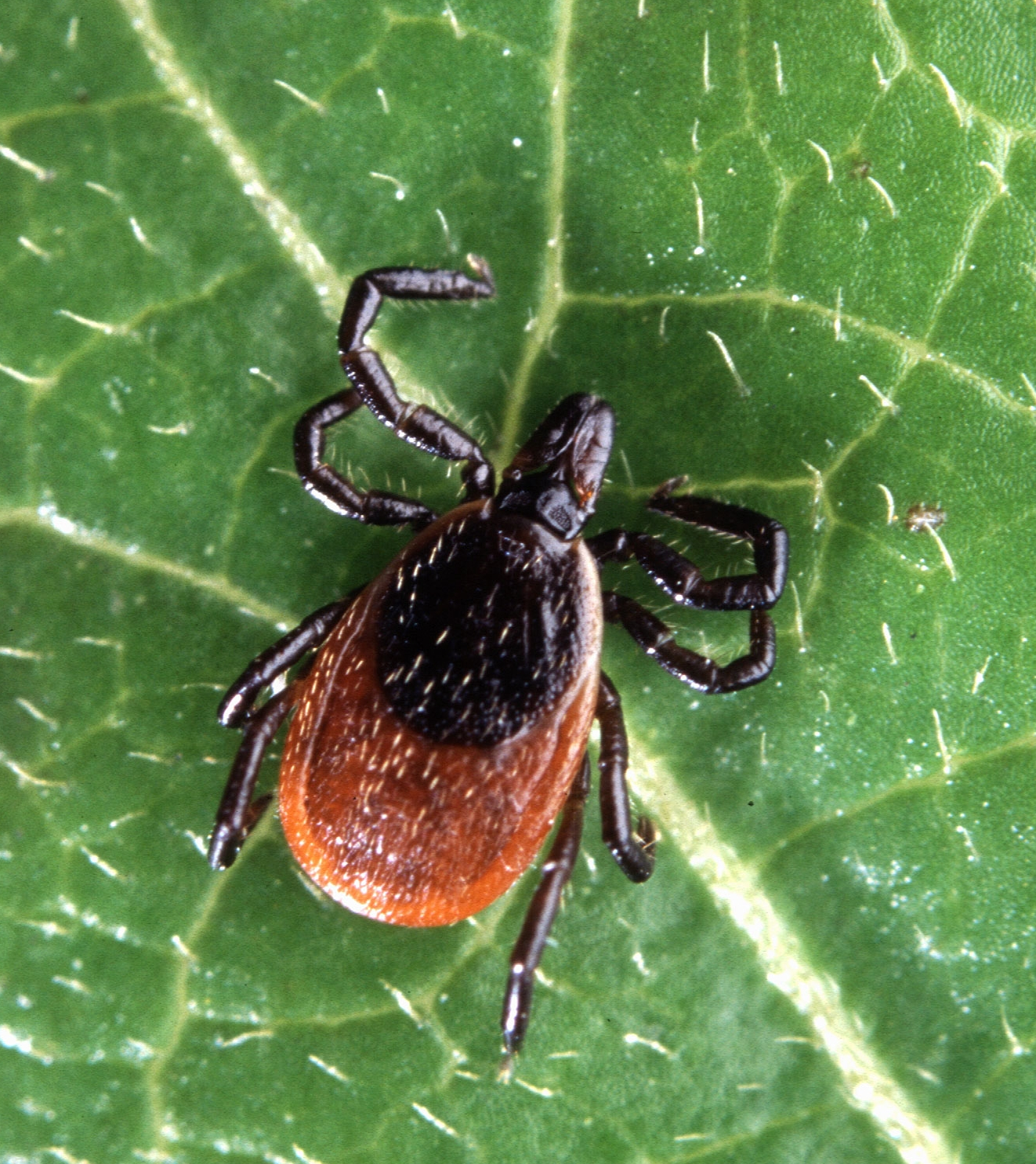
Ixodes scapularis
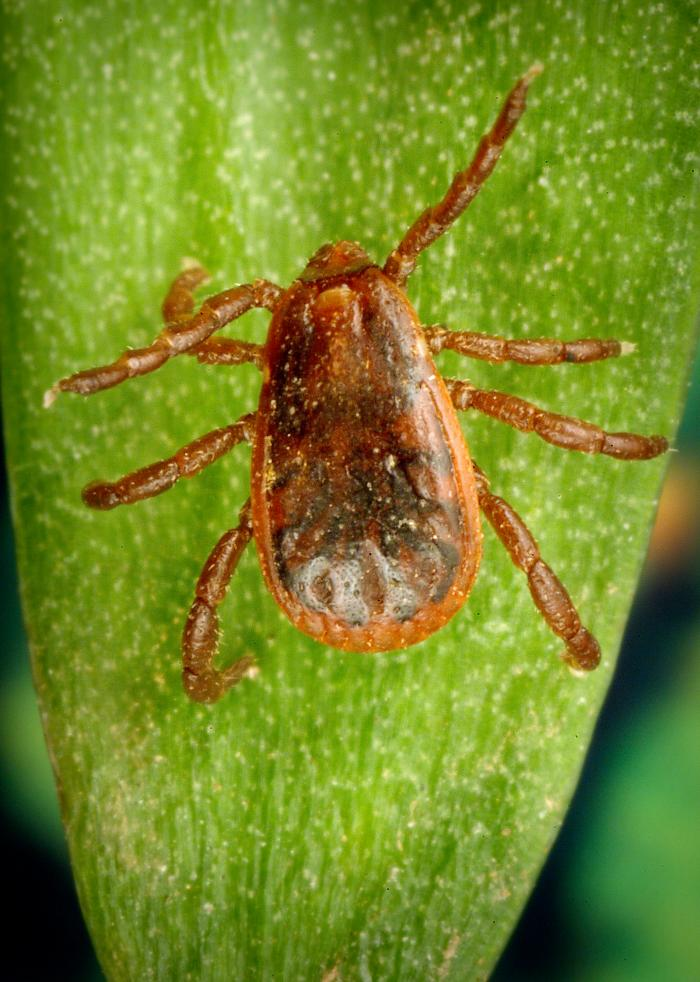
Rhipicephalus sanguineus
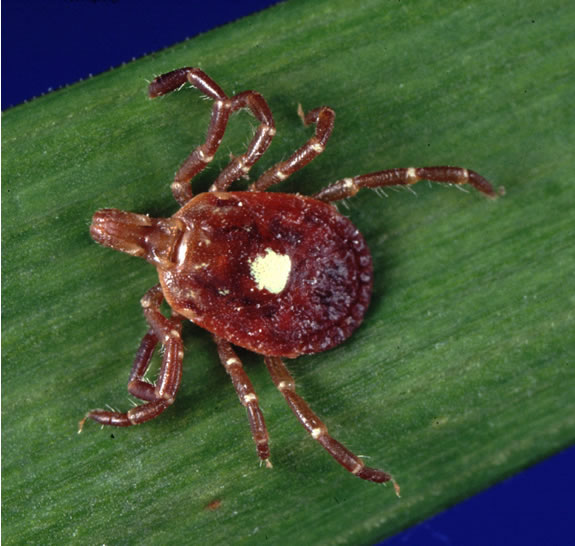
Amblyomma americanum